# Кайен
 Тази статия е за града във Френска Гвиана.  За окръга вижте Кайен (окръг).  За реката вижте Кайен (река).
Кайѐн (на френски: Cayenne, [kajɛn]) е град във Франция, административен център на региона и департамент Френска Гвиана. Населението му е 57 614 души (по данни от 2015 г.).

## География
Кайен е разположен на 32 m надморска височина в Гвианската низина, при вливането на река Кайен в Атлантическия океан.

## Управление
Кайен е административен център на региона и департамент Френска Гвиана, както и на окръг Кайен. Общината е част от 6 кантона: Кайен-северозапад, Кайен-североизток, Кайен-югозапад, Кайен-център, Кайен-юг и Кайен-югоизток.

## Известни личности
Родени в Кайен
- Флоран Малуда (р. 1980), футболист